# Thelephora cerberea
Thelephora cerberea är en svampart som beskrevs av Corner 1966. Thelephora cerberea ingår i släktet vårtöron och familjen Thelephoraceae.   Inga underarter finns listade i Catalogue of Life.